# UAE Tour 2019
La 1.ª edición del UAE Tour fue una carrera de ciclismo en ruta por etapas que se celebró entre el 24 de febrero y el 2 de marzo de 2019 en los Emiratos Árabes Unidos con inicio en el emirato de Abu Dabi y final en el emirato de Dubái sobre un recorrido de 1082 km.
La carrera formó parte del UCI WorldTour 2019, calendario ciclístico de máximo nivel mundial, siendo la tercera carrera de dicho circuito. El vencedor final fue el esloveno Primož Roglič del Jumbo-Visma seguido del español Alejandro Valverde del Movistar y el francés David Gaudu del Groupama-FDJ.

## Equipos participantes
Tomaron parte en la carrera 20 equipos: 18 de categoría UCI WorldTeam; y 2 de categoría Profesional Continental. Formando así un pelotón de 140 ciclistas de los que acabaron 131. Los equipos participantes fueron:
| WorldTeams (18)- Sky - UAE Team Emirates - Bahrain-Merida - Bora-hansgrohe - AG2R La Mondiale - Astana - CCC Team - Deceuninck-Quick Step - EF Education First - Groupama-FDJ - Lotto Soudal - Movistar Team - Mitchelton-Scott - Dimension Data - Team Jumbo-Visma - Katusha-Alpecin - Team Sunweb - Trek-Segafredo Equipos continentales profesionales (2)- Gazprom-RusVelo - Team Novo Nordisk |
| |

## Recorrido
El UAE Tour dispone de siete etapas para un recorrido total de 1082 kilómetros, dividido en una etapa contrarreloj por equipos, dos etapas llanas, dos de media montaña, y una etapa de montaña con final en alto en Jebel Jais, lo que a menudo desempeña un papel decisivo en la carrera.
| Etapa     | Fecha     | Recorrido                                               | type                     | Distancia (km) | Ganador            | Líder         |
| --------- | --------- | ------------------------------------------------------- | ------------------------ | -------------- | ------------------ | ------------- |
| 1.ª etapa | 24 de feb | Isla Al Hudayriat – Isla Al Hudayriat                   | contrarreloj por equipos | 16             | Team Jumbo-Visma   | Primož Roglič |
| 2.ª etapa | 25 de feb | Isla de Yas – Abu Dhabi                                 | etapa llana              | 184            | Fernando Gaviria   | Primož Roglič |
| 3.ª etapa | 26 de feb | Universidad de los Emiratos Árabes Unidos – Jabal Hafit | etapa de montaña         | 179            | Alejandro Valverde | Primož Roglič |
| 4.ª etapa | 27 de feb | Palma Jumeirah – Hatta Dam                              | etapa escarpada          | 197            | Caleb Ewan         | Primož Roglič |
| 5.ª etapa | 28 de feb | Isla Flag – Khor Fakkan                                 | etapa llana              | 181            | Elia Viviani       | Primož Roglič |
| 6.ª etapa | 1 de mar  | Ajman – Jebel Jais                                      | etapa de montaña         | 180            | Primož Roglič      | Primož Roglič |
| 7.ª etapa | 2 de mar  | Parque Safari Dubái – Dubái                             | etapa llana              | 145            | Sam Bennett        | Primož Roglič |

## Desarrollo de la carrera

### 1.ª etapa
| Isla Al Hudayriat - Isla Al Hudayriat | contrarreloj por equipos | (16 km) |

| \| Clasificación de la etapa \| Clasificación de la etapa \| Clasificación de la etapa \| Clasificación de la etapa \| Clasificación de la etapa \| Clasificación de la etapa \| \| Equipo \| Equipo \| Tiempo \| Diferencia \| Promedio \| \| \| ------------------------- \| ------------------------- \| ------------------------- \| ------------------------- \| ------------------------- \| ------------------------- \| \| 1.º \| Team Jumbo-Visma \| 16 min 49 s \| 0 s \| 57.086 km/h \| \| \| 2.º \| Team Sunweb \| 16 min 56 s \| + 7 s \| 56.693 km/h \| \| \| 3.º \| Bahrain-Merida \| 16 min 58 s \| + 9 s \| 56.582 km/h \| \| \| 4.º \| Sky \| 17 min 03 s \| + 14 s \| 56.305 km/h \| \| \| 5.º \| Movistar Team \| 17 min 07 s \| + 18 s \| 56.086 km/h \| \| \| 6.º \| CCC Team \| 17 min 13 s \| + 24 s \| 55.760 km/h \| \| \| 7.º \| Deceuninck-Quick Step \| 17 min 15 s \| + 26 s \| 55.652 km/h \| \| \| 8.º \| EF Education First \| 17 min 15 s \| + 26 s \| 55.652 km/h \| \| \| 9.º \| Bora-hansgrohe \| 17 min 17 s \| + 28 s \| 55.545 km/h \| \| \| 10.º \| Dimension Data \| 17 min 17 s \| + 28 s \| 55.545 km/h \| \| |                       |             |            |             |
| |                       |             |            |             |
| Fuente: ProCyclingStats |                       |             |            |             |
| Clasificación de la etapa |                       |             |            |             |
| Equipo | Equipo                | Tiempo      | Diferencia | Promedio    |
| 1.º | Team Jumbo-Visma      | 16 min 49 s | 0 s        | 57.086 km/h |
| 2.º | Team Sunweb           | 16 min 56 s | + 7 s      | 56.693 km/h |
| 3.º | Bahrain-Merida        | 16 min 58 s | + 9 s      | 56.582 km/h |
| 4.º | Sky                   | 17 min 03 s | + 14 s     | 56.305 km/h |
| 5.º | Movistar Team         | 17 min 07 s | + 18 s     | 56.086 km/h |
| 6.º | CCC Team              | 17 min 13 s | + 24 s     | 55.760 km/h |
| 7.º | Deceuninck-Quick Step | 17 min 15 s | + 26 s     | 55.652 km/h |
| 8.º | EF Education First    | 17 min 15 s | + 26 s     | 55.652 km/h |
| 9.º | Bora-hansgrohe        | 17 min 17 s | + 28 s     | 55.545 km/h |
| 10.º | Dimension Data        | 17 min 17 s | + 28 s     | 55.545 km/h |

| \| Clasificación general \| Clasificación general \| Clasificación general \| Clasificación general \| Clasificación general \| \| Ciclista \| Ciclista \| Equipo \| Tiempo \| \| \| --------------------- \| --------------------- \| --------------------- \| --------------------- \| --------------------- \| \| 1.º \| Primož Roglič \| Team Jumbo-Visma \| 16 min 49 s \| \| \| 2.º \| Laurens De Plus \| Team Jumbo-Visma \| + 0 s \| \| \| 3.º \| Jos van Emden \| Team Jumbo-Visma \| + 0 s \| \| \| 4.º \| Koen Bouwman \| Team Jumbo-Visma \| + 0 s \| \| \| 5.º \| Max Walscheid \| Team Sunweb \| + 7 s \| \| \| 6.º \| Chad Haga \| Team Sunweb \| + 7 s \| \| \| 7.º \| Tom Dumoulin \| Team Sunweb \| + 7 s \| \| \| 8.º \| Wilco Kelderman \| Team Sunweb \| + 7 s \| \| \| 9.º \| Nikias Arndt \| Team Sunweb \| + 7 s \| \| \| 10.º \| Rohan Dennis \| Bahrain-Merida \| + 8 s \| \| |                 |                  |             |
| |                 |                  |             |
| Fuente: ProCyclingStats |                 |                  |             |
| Clasificación general |                 |                  |             |
| Ciclista | Ciclista        | Equipo           | Tiempo      |
| 1.º | Primož Roglič   | Team Jumbo-Visma | 16 min 49 s |
| 2.º | Laurens De Plus | Team Jumbo-Visma | + 0 s       |
| 3.º | Jos van Emden   | Team Jumbo-Visma | + 0 s       |
| 4.º | Koen Bouwman    | Team Jumbo-Visma | + 0 s       |
| 5.º | Max Walscheid   | Team Sunweb      | + 7 s       |
| 6.º | Chad Haga       | Team Sunweb      | + 7 s       |
| 7.º | Tom Dumoulin    | Team Sunweb      | + 7 s       |
| 8.º | Wilco Kelderman | Team Sunweb      | + 7 s       |
| 9.º | Nikias Arndt    | Team Sunweb      | + 7 s       |
| 10.º | Rohan Dennis    | Bahrain-Merida   | + 8 s       |

### 2.ª etapa
| Isla de Yas - Abu Dhabi | etapa llana | (184 km) |

| \| Clasificación de la etapa \| Clasificación de la etapa \| Clasificación de la etapa \| Clasificación de la etapa \| Clasificación de la etapa \| \| Ciclista \| Ciclista \| Equipo \| Tiempo \| \| \| ------------------------- \| ------------------------- \| ------------------------- \| ------------------------- \| ------------------------- \| \| 1.º \| Fernando Gaviria \| UAE Team Emirates \| 4 h 36 min 32 s \| \| \| 2.º \| Elia Viviani \| Deceuninck-Quick Step \| + 0 s \| \| \| 3.º \| Caleb Ewan \| Lotto-Soudal \| + 0 s \| \| \| 4.º \| Kristoffer Halvorsen \| Team Sky \| + 0 s \| \| \| 5.º \| Erik Baška \| Bora-Hansgrohe \| + 0 s \| \| \| 6.º \| Sam Bennett \| Bora-Hansgrohe \| + 0 s \| \| \| 7.º \| Sacha Modolo \| EF Education First \| + 0 s \| \| \| 8.º \| Marcel Kittel \| Katusha-Alpecin \| + 0 s \| \| \| 9.º \| Marc Sarreau \| Groupama-FDJ \| + 0 s \| \| \| 10.º \| Jakub Mareczko \| CCC Team \| + 0 s \| \| |                      |                       |                 |
| |                      |                       |                 |
| Fuente: ProCyclingStats |                      |                       |                 |
| Clasificación de la etapa |                      |                       |                 |
| Ciclista | Ciclista             | Equipo                | Tiempo          |
| 1.º | Fernando Gaviria     | UAE Team Emirates     | 4 h 36 min 32 s |
| 2.º | Elia Viviani         | Deceuninck-Quick Step | + 0 s           |
| 3.º | Caleb Ewan           | Lotto-Soudal          | + 0 s           |
| 4.º | Kristoffer Halvorsen | Team Sky              | + 0 s           |
| 5.º | Erik Baška           | Bora-Hansgrohe        | + 0 s           |
| 6.º | Sam Bennett          | Bora-Hansgrohe        | + 0 s           |
| 7.º | Sacha Modolo         | EF Education First    | + 0 s           |
| 8.º | Marcel Kittel        | Katusha-Alpecin       | + 0 s           |
| 9.º | Marc Sarreau         | Groupama-FDJ          | + 0 s           |
| 10.º | Jakub Mareczko       | CCC Team              | + 0 s           |

| \| Clasificación general \| Clasificación general \| Clasificación general \| Clasificación general \| Clasificación general \| \| Ciclista \| Ciclista \| Equipo \| Tiempo \| \| \| --------------------- \| --------------------- \| --------------------- \| --------------------- \| --------------------- \| \| 1.º \| Primož Roglič \| Team Jumbo-Visma \| 4 h 53 min 21 s \| \| \| 2.º \| Jos van Emden \| Team Jumbo-Visma \| + 0 s \| \| \| 3.º \| Laurens De Plus \| Team Jumbo-Visma \| + 0 s \| \| \| 4.º \| Koen Bouwman \| Team Jumbo-Visma \| + 0 s \| \| \| 5.º \| Wilco Kelderman \| Team Sunweb \| + 6 s \| \| \| 6.º \| Max Walscheid \| Team Sunweb \| + 7 s \| \| \| 7.º \| Tom Dumoulin \| Team Sunweb \| + 7 s \| \| \| 8.º \| Nikias Arndt \| Team Sunweb \| + 7 s \| \| \| 9.º \| Vincenzo Nibali \| Bahrain-Merida \| + 9 s \| \| \| 10.º \| Damiano Caruso \| Bahrain-Merida \| + 9 s \| \| |                 |                  |                 |
| |                 |                  |                 |
| Fuente: ProCyclingStats |                 |                  |                 |
| Clasificación general |                 |                  |                 |
| Ciclista | Ciclista        | Equipo           | Tiempo          |
| 1.º | Primož Roglič   | Team Jumbo-Visma | 4 h 53 min 21 s |
| 2.º | Jos van Emden   | Team Jumbo-Visma | + 0 s           |
| 3.º | Laurens De Plus | Team Jumbo-Visma | + 0 s           |
| 4.º | Koen Bouwman    | Team Jumbo-Visma | + 0 s           |
| 5.º | Wilco Kelderman | Team Sunweb      | + 6 s           |
| 6.º | Max Walscheid   | Team Sunweb      | + 7 s           |
| 7.º | Tom Dumoulin    | Team Sunweb      | + 7 s           |
| 8.º | Nikias Arndt    | Team Sunweb      | + 7 s           |
| 9.º | Vincenzo Nibali | Bahrain-Merida   | + 9 s           |
| 10.º | Damiano Caruso  | Bahrain-Merida   | + 9 s           |

### 3.ª etapa
| Universidad de los Emiratos Árabes Unidos - Jabal Hafit | etapa de montaña | (179 km) |

| \| Clasificación de la etapa \| Clasificación de la etapa \| Clasificación de la etapa \| Clasificación de la etapa \| Clasificación de la etapa \| \| Ciclista \| Ciclista \| Equipo \| Tiempo \| \| \| ------------------------- \| ------------------------- \| ------------------------- \| ------------------------- \| ------------------------- \| \| 1.º \| Alejandro Valverde \| Movistar Team \| 4 h 44 min 50 s \| \| \| 2.º \| Primož Roglič \| Team Jumbo-Visma \| + 0 s \| \| \| 3.º \| David Gaudu \| Groupama-FDJ \| + 0 s \| \| \| 4.º \| Emanuel Buchmann \| Bora-Hansgrohe \| + 4 s \| \| \| 5.º \| Daniel Martin \| UAE Team Emirates \| + 12 s \| \| \| 6.º \| Davide Formolo \| Bora-Hansgrohe \| + 33 s \| \| \| 7.º \| Ilnur Zakarin \| Katusha-Alpecin \| + 33 s \| \| \| 8.º \| James Knox \| Deceuninck-Quick Step \| + 35 s \| \| \| 9.º \| Bauke Mollema \| Trek-Segafredo \| + 35 s \| \| \| 10.º \| Jan Hirt \| Astana \| + 35 s \| \| |                    |                       |                 |
| |                    |                       |                 |
| Fuente: ProCyclingStats |                    |                       |                 |
| Clasificación de la etapa |                    |                       |                 |
| Ciclista | Ciclista           | Equipo                | Tiempo          |
| 1.º | Alejandro Valverde | Movistar Team         | 4 h 44 min 50 s |
| 2.º | Primož Roglič      | Team Jumbo-Visma      | + 0 s           |
| 3.º | David Gaudu        | Groupama-FDJ          | + 0 s           |
| 4.º | Emanuel Buchmann   | Bora-Hansgrohe        | + 4 s           |
| 5.º | Daniel Martin      | UAE Team Emirates     | + 12 s          |
| 6.º | Davide Formolo     | Bora-Hansgrohe        | + 33 s          |
| 7.º | Ilnur Zakarin      | Katusha-Alpecin       | + 33 s          |
| 8.º | James Knox         | Deceuninck-Quick Step | + 35 s          |
| 9.º | Bauke Mollema      | Trek-Segafredo        | + 35 s          |
| 10.º | Jan Hirt           | Astana                | + 35 s          |

| \| Clasificación general \| Clasificación general \| Clasificación general \| Clasificación general \| Clasificación general \| \| Ciclista \| Ciclista \| Equipo \| Tiempo \| \| \| --------------------- \| --------------------- \| --------------------- \| --------------------- \| --------------------- \| \| 1.º \| Primož Roglič \| Team Jumbo-Visma \| 9 h 38 min 05 s \| \| \| 2.º \| Alejandro Valverde \| Movistar Team \| + 14 s \| \| \| 3.º \| David Gaudu \| Groupama-FDJ \| + 31 s \| \| \| 4.º \| Emanuel Buchmann \| Bora-Hansgrohe \| + 39 s \| \| \| 5.º \| Wilco Kelderman \| Team Sunweb \| + 47 s \| \| \| 6.º \| Daniel Martin \| UAE Team Emirates \| + 54 s \| \| \| 7.º \| Tom Dumoulin \| Team Sunweb \| + 57 s \| \| \| 8.º \| Víctor de la Parte \| CCC Team \| + 1 min 05 s \| \| \| 9.º \| James Knox \| Deceuninck-Quick Step \| + 1 min 07 s \| \| \| 10.º \| Davide Formolo \| Bora-Hansgrohe \| + 1 min 08 s \| \| |                    |                       |                 |
| |                    |                       |                 |
| Fuente: ProCyclingStats |                    |                       |                 |
| Clasificación general |                    |                       |                 |
| Ciclista | Ciclista           | Equipo                | Tiempo          |
| 1.º | Primož Roglič      | Team Jumbo-Visma      | 9 h 38 min 05 s |
| 2.º | Alejandro Valverde | Movistar Team         | + 14 s          |
| 3.º | David Gaudu        | Groupama-FDJ          | + 31 s          |
| 4.º | Emanuel Buchmann   | Bora-Hansgrohe        | + 39 s          |
| 5.º | Wilco Kelderman    | Team Sunweb           | + 47 s          |
| 6.º | Daniel Martin      | UAE Team Emirates     | + 54 s          |
| 7.º | Tom Dumoulin       | Team Sunweb           | + 57 s          |
| 8.º | Víctor de la Parte | CCC Team              | + 1 min 05 s    |
| 9.º | James Knox         | Deceuninck-Quick Step | + 1 min 07 s    |
| 10.º | Davide Formolo     | Bora-Hansgrohe        | + 1 min 08 s    |

### 4.ª etapa
| Palma Jumeirah - Hatta Dam | etapa escarpada | (197 km) |

| \| Clasificación de la etapa \| Clasificación de la etapa \| Clasificación de la etapa \| Clasificación de la etapa \| Clasificación de la etapa \| \| Ciclista \| Ciclista \| Equipo \| Tiempo \| \| \| ------------------------- \| ------------------------- \| ------------------------- \| ------------------------- \| ------------------------- \| \| 1.º \| Caleb Ewan \| Lotto-Soudal \| 4 h 27 min 07 s \| \| \| 2.º \| Matteo Moschetti \| Trek-Segafredo \| + 2 s \| \| \| 3.º \| Primož Roglič \| Team Jumbo-Visma \| + 2 s \| \| \| 4.º \| Quentin Jauregui \| AG2R La Mondiale \| + 5 s \| \| \| 5.º \| Luka Mezgec \| Mitchelton-Scott \| + 5 s \| \| \| 6.º \| Wilco Kelderman \| Team Sunweb \| + 5 s \| \| \| 7.º \| Diego Ulissi \| UAE Team Emirates \| + 5 s \| \| \| 8.º \| Alejandro Valverde \| Movistar Team \| + 5 s \| \| \| 9.º \| Marco Haller \| Katusha-Alpecin \| + 5 s \| \| \| 10.º \| Bauke Mollema \| Trek-Segafredo \| + 5 s \| \| |                    |                   |                 |
| |                    |                   |                 |
| Fuente: ProCyclingStats |                    |                   |                 |
| Clasificación de la etapa |                    |                   |                 |
| Ciclista | Ciclista           | Equipo            | Tiempo          |
| 1.º | Caleb Ewan         | Lotto-Soudal      | 4 h 27 min 07 s |
| 2.º | Matteo Moschetti   | Trek-Segafredo    | + 2 s           |
| 3.º | Primož Roglič      | Team Jumbo-Visma  | + 2 s           |
| 4.º | Quentin Jauregui   | AG2R La Mondiale  | + 5 s           |
| 5.º | Luka Mezgec        | Mitchelton-Scott  | + 5 s           |
| 6.º | Wilco Kelderman    | Team Sunweb       | + 5 s           |
| 7.º | Diego Ulissi       | UAE Team Emirates | + 5 s           |
| 8.º | Alejandro Valverde | Movistar Team     | + 5 s           |
| 9.º | Marco Haller       | Katusha-Alpecin   | + 5 s           |
| 10.º | Bauke Mollema      | Trek-Segafredo    | + 5 s           |

| \| Clasificación general \| Clasificación general \| Clasificación general \| Clasificación general \| Clasificación general \| \| Ciclista \| Ciclista \| Equipo \| Tiempo \| \| \| --------------------- \| --------------------- \| --------------------- \| --------------------- \| --------------------- \| \| 1.º \| Primož Roglič \| Team Jumbo-Visma \| 14 h 05 min 10 s \| \| \| 2.º \| Alejandro Valverde \| Movistar Team \| + 21 s \| \| \| 3.º \| David Gaudu \| Groupama-FDJ \| + 38 s \| \| \| 4.º \| Emanuel Buchmann \| Bora-Hansgrohe \| + 46 s \| \| \| 5.º \| Wilco Kelderman \| Team Sunweb \| + 54 s \| \| \| 6.º \| Daniel Martin \| UAE Team Emirates \| + 1 min 01 s \| \| \| 7.º \| Tom Dumoulin \| Team Sunweb \| + 1 min 04 s \| \| \| 8.º \| Víctor de la Parte \| CCC Team \| + 1 min 12 s \| \| \| 9.º \| James Knox \| Deceuninck-Quick Step \| + 1 min 14 s \| \| \| 10.º \| Davide Formolo \| Bora-Hansgrohe \| + 1 min 15 s \| \| |                    |                       |                  |
| |                    |                       |                  |
| Fuente: ProCyclingStats |                    |                       |                  |
| Clasificación general |                    |                       |                  |
| Ciclista | Ciclista           | Equipo                | Tiempo           |
| 1.º | Primož Roglič      | Team Jumbo-Visma      | 14 h 05 min 10 s |
| 2.º | Alejandro Valverde | Movistar Team         | + 21 s           |
| 3.º | David Gaudu        | Groupama-FDJ          | + 38 s           |
| 4.º | Emanuel Buchmann   | Bora-Hansgrohe        | + 46 s           |
| 5.º | Wilco Kelderman    | Team Sunweb           | + 54 s           |
| 6.º | Daniel Martin      | UAE Team Emirates     | + 1 min 01 s     |
| 7.º | Tom Dumoulin       | Team Sunweb           | + 1 min 04 s     |
| 8.º | Víctor de la Parte | CCC Team              | + 1 min 12 s     |
| 9.º | James Knox         | Deceuninck-Quick Step | + 1 min 14 s     |
| 10.º | Davide Formolo     | Bora-Hansgrohe        | + 1 min 15 s     |

### 5.ª etapa
| Isla Flag - Khor Fakkan | etapa llana | (181 km) |

| \| Clasificación de la etapa \| Clasificación de la etapa \| Clasificación de la etapa \| Clasificación de la etapa \| Clasificación de la etapa \| \| Ciclista \| Ciclista \| Equipo \| Tiempo \| \| \| ------------------------- \| --------------------------- \| ------------------------- \| ------------------------- \| ------------------------- \| \| 1.º \| Elia Viviani \| Deceuninck-Quick Step \| 4 h 48 min 59 s \| \| \| 2.º \| Fernando Gaviria \| UAE Team Emirates \| + 0 s \| \| \| 3.º \| Marcel Kittel \| Katusha-Alpecin \| + 0 s \| \| \| 4.º \| Sam Bennett \| Bora-Hansgrohe \| + 0 s \| \| \| 5.º \| Reinardt Janse van Rensburg \| Dimension Data \| + 0 s \| \| \| 6.º \| Phil Bauhaus \| Bahrain-Merida \| + 0 s \| \| \| 7.º \| Kristoffer Halvorsen \| Team Sky \| + 0 s \| \| \| 8.º \| Jakub Mareczko \| CCC Team \| + 0 s \| \| \| 9.º \| Cees Bol \| Team Sunweb \| + 0 s \| \| \| 10.º \| Max Walscheid \| Team Sunweb \| + 0 s \| \| |                             |                       |                 |
| |                             |                       |                 |
| Fuente: ProCyclingStats |                             |                       |                 |
| Clasificación de la etapa |                             |                       |                 |
| Ciclista | Ciclista                    | Equipo                | Tiempo          |
| 1.º | Elia Viviani                | Deceuninck-Quick Step | 4 h 48 min 59 s |
| 2.º | Fernando Gaviria            | UAE Team Emirates     | + 0 s           |
| 3.º | Marcel Kittel               | Katusha-Alpecin       | + 0 s           |
| 4.º | Sam Bennett                 | Bora-Hansgrohe        | + 0 s           |
| 5.º | Reinardt Janse van Rensburg | Dimension Data        | + 0 s           |
| 6.º | Phil Bauhaus                | Bahrain-Merida        | + 0 s           |
| 7.º | Kristoffer Halvorsen        | Team Sky              | + 0 s           |
| 8.º | Jakub Mareczko              | CCC Team              | + 0 s           |
| 9.º | Cees Bol                    | Team Sunweb           | + 0 s           |
| 10.º | Max Walscheid               | Team Sunweb           | + 0 s           |

| \| Clasificación general \| Clasificación general \| Clasificación general \| Clasificación general \| Clasificación general \| \| Ciclista \| Ciclista \| Equipo \| Tiempo \| \| \| --------------------- \| --------------------- \| --------------------- \| --------------------- \| --------------------- \| \| 1.º \| Primož Roglič \| Team Jumbo-Visma \| 18 h 54 min 09 s \| \| \| 2.º \| Alejandro Valverde \| Movistar Team \| + 21 s \| \| \| 3.º \| David Gaudu \| Groupama-FDJ \| + 38 s \| \| \| 4.º \| Emanuel Buchmann \| Bora-Hansgrohe \| + 46 s \| \| \| 5.º \| Wilco Kelderman \| Team Sunweb \| + 54 s \| \| \| 6.º \| Daniel Martin \| UAE Team Emirates \| + 1 min 01 s \| \| \| 7.º \| Tom Dumoulin \| Team Sunweb \| + 1 min 04 s \| \| \| 8.º \| Víctor de la Parte \| CCC Team \| + 1 min 12 s \| \| \| 9.º \| James Knox \| Deceuninck-Quick Step \| + 1 min 14 s \| \| \| 10.º \| Davide Formolo \| Bora-Hansgrohe \| + 1 min 15 s \| \| |                    |                       |                  |
| |                    |                       |                  |
| Fuente: ProCyclingStats |                    |                       |                  |
| Clasificación general |                    |                       |                  |
| Ciclista | Ciclista           | Equipo                | Tiempo           |
| 1.º | Primož Roglič      | Team Jumbo-Visma      | 18 h 54 min 09 s |
| 2.º | Alejandro Valverde | Movistar Team         | + 21 s           |
| 3.º | David Gaudu        | Groupama-FDJ          | + 38 s           |
| 4.º | Emanuel Buchmann   | Bora-Hansgrohe        | + 46 s           |
| 5.º | Wilco Kelderman    | Team Sunweb           | + 54 s           |
| 6.º | Daniel Martin      | UAE Team Emirates     | + 1 min 01 s     |
| 7.º | Tom Dumoulin       | Team Sunweb           | + 1 min 04 s     |
| 8.º | Víctor de la Parte | CCC Team              | + 1 min 12 s     |
| 9.º | James Knox         | Deceuninck-Quick Step | + 1 min 14 s     |
| 10.º | Davide Formolo     | Bora-Hansgrohe        | + 1 min 15 s     |

### 6.ª etapa
| Ajman - Jebel Jais | etapa de montaña | (180 km) |

| \| Clasificación de la etapa \| Clasificación de la etapa \| Clasificación de la etapa \| Clasificación de la etapa \| Clasificación de la etapa \| \| Ciclista \| Ciclista \| Equipo \| Tiempo \| \| \| ------------------------- \| ------------------------- \| ------------------------- \| ------------------------- \| ------------------------- \| \| 1.º \| Primož Roglič \| Team Jumbo-Visma \| 4 h 15 min 39 s \| \| \| 2.º \| Tom Dumoulin \| Team Sunweb \| + 0 s \| \| \| 3.º \| David Gaudu \| Groupama-FDJ \| + 0 s \| \| \| 4.º \| Daniel Martin \| UAE Team Emirates \| + 0 s \| \| \| 5.º \| Alejandro Valverde \| Movistar Team \| + 0 s \| \| \| 6.º \| Wilco Kelderman \| Team Sunweb \| + 0 s \| \| \| 7.º \| Maximilian Schachmann \| Bora-Hansgrohe \| + 0 s \| \| \| 8.º \| Emanuel Buchmann \| Bora-Hansgrohe \| + 0 s \| \| \| 9.º \| Rui Alberto Costa \| UAE Team Emirates \| + 0 s \| \| \| 10.º \| James Knox \| Deceuninck-Quick Step \| + 5 s \| \| |                       |                       |                 |
| |                       |                       |                 |
| Fuente: ProCyclingStats |                       |                       |                 |
| Clasificación de la etapa |                       |                       |                 |
| Ciclista | Ciclista              | Equipo                | Tiempo          |
| 1.º | Primož Roglič         | Team Jumbo-Visma      | 4 h 15 min 39 s |
| 2.º | Tom Dumoulin          | Team Sunweb           | + 0 s           |
| 3.º | David Gaudu           | Groupama-FDJ          | + 0 s           |
| 4.º | Daniel Martin         | UAE Team Emirates     | + 0 s           |
| 5.º | Alejandro Valverde    | Movistar Team         | + 0 s           |
| 6.º | Wilco Kelderman       | Team Sunweb           | + 0 s           |
| 7.º | Maximilian Schachmann | Bora-Hansgrohe        | + 0 s           |
| 8.º | Emanuel Buchmann      | Bora-Hansgrohe        | + 0 s           |
| 9.º | Rui Alberto Costa     | UAE Team Emirates     | + 0 s           |
| 10.º | James Knox            | Deceuninck-Quick Step | + 5 s           |

| \| Clasificación general \| Clasificación general \| Clasificación general \| Clasificación general \| Clasificación general \| \| Ciclista \| Ciclista \| Equipo \| Tiempo \| \| \| --------------------- \| --------------------- \| --------------------- \| --------------------- \| --------------------- \| \| 1.º \| Primož Roglič \| Team Jumbo-Visma \| 23 h 09 min 38 s \| \| \| 2.º \| Alejandro Valverde \| Movistar Team \| + 31 s \| \| \| 3.º \| David Gaudu \| Groupama-FDJ \| + 44 s \| \| \| 4.º \| Emanuel Buchmann \| Bora-Hansgrohe \| + 56 s \| \| \| 5.º \| Wilco Kelderman \| Team Sunweb \| + 1 min 04 s \| \| \| 6.º \| Tom Dumoulin \| Team Sunweb \| + 1 min 08 s \| \| \| 7.º \| Daniel Martin \| UAE Team Emirates \| + 1 min 11 s \| \| \| 8.º \| James Knox \| Deceuninck-Quick Step \| + 1 min 29 s \| \| \| 9.º \| Laurens De Plus \| Team Jumbo-Visma \| + 1 min 45 s \| \| \| 10.º \| Michał Kwiatkowski \| Team Sky \| + 1 min 49 s \| \| |                    |                       |                  |
| |                    |                       |                  |
| Fuente: ProCyclingStats |                    |                       |                  |
| Clasificación general |                    |                       |                  |
| Ciclista | Ciclista           | Equipo                | Tiempo           |
| 1.º | Primož Roglič      | Team Jumbo-Visma      | 23 h 09 min 38 s |
| 2.º | Alejandro Valverde | Movistar Team         | + 31 s           |
| 3.º | David Gaudu        | Groupama-FDJ          | + 44 s           |
| 4.º | Emanuel Buchmann   | Bora-Hansgrohe        | + 56 s           |
| 5.º | Wilco Kelderman    | Team Sunweb           | + 1 min 04 s     |
| 6.º | Tom Dumoulin       | Team Sunweb           | + 1 min 08 s     |
| 7.º | Daniel Martin      | UAE Team Emirates     | + 1 min 11 s     |
| 8.º | James Knox         | Deceuninck-Quick Step | + 1 min 29 s     |
| 9.º | Laurens De Plus    | Team Jumbo-Visma      | + 1 min 45 s     |
| 10.º | Michał Kwiatkowski | Team Sky              | + 1 min 49 s     |

### 7.ª etapa
| Parque Safari Dubái - Dubái | etapa llana | (145 km) |

| \| Clasificación de la etapa \| Clasificación de la etapa \| Clasificación de la etapa \| Clasificación de la etapa \| Clasificación de la etapa \| \| Ciclista \| Ciclista \| Equipo \| Tiempo \| \| \| ------------------------- \| ------------------------- \| ------------------------- \| ------------------------- \| ------------------------- \| \| 1.º \| Sam Bennett \| Bora-Hansgrohe \| 3 h 17 min 51 s \| \| \| 2.º \| Fernando Gaviria \| UAE Team Emirates \| + 0 s \| \| \| 3.º \| Caleb Ewan \| Lotto-Soudal \| + 0 s \| \| \| 4.º \| Alexander Kristoff \| UAE Team Emirates \| + 0 s \| \| \| 5.º \| Elia Viviani \| Deceuninck-Quick Step \| + 0 s \| \| \| 6.º \| Phil Bauhaus \| Bahrain-Merida \| + 0 s \| \| \| 7.º \| Max Walscheid \| Team Sunweb \| + 0 s \| \| \| 8.º \| Luka Mezgec \| Mitchelton-Scott \| + 0 s \| \| \| 9.º \| Matteo Moschetti \| Trek-Segafredo \| + 0 s \| \| \| 10.º \| Kristoffer Halvorsen \| Team Sky \| + 0 s \| \| |                      |                       |                 |
| |                      |                       |                 |
| Fuente: ProCyclingStats |                      |                       |                 |
| Clasificación de la etapa |                      |                       |                 |
| Ciclista | Ciclista             | Equipo                | Tiempo          |
| 1.º | Sam Bennett          | Bora-Hansgrohe        | 3 h 17 min 51 s |
| 2.º | Fernando Gaviria     | UAE Team Emirates     | + 0 s           |
| 3.º | Caleb Ewan           | Lotto-Soudal          | + 0 s           |
| 4.º | Alexander Kristoff   | UAE Team Emirates     | + 0 s           |
| 5.º | Elia Viviani         | Deceuninck-Quick Step | + 0 s           |
| 6.º | Phil Bauhaus         | Bahrain-Merida        | + 0 s           |
| 7.º | Max Walscheid        | Team Sunweb           | + 0 s           |
| 8.º | Luka Mezgec          | Mitchelton-Scott      | + 0 s           |
| 9.º | Matteo Moschetti     | Trek-Segafredo        | + 0 s           |
| 10.º | Kristoffer Halvorsen | Team Sky              | + 0 s           |

## Clasificaciones finales
- Las clasificaciones finalizaron de la siguiente forma:[3]

### Clasificación general
| \| Clasificación general \| Clasificación general \| Clasificación general \| Clasificación general \| Clasificación general \| \| Ciclista \| Ciclista \| Equipo \| Tiempo \| \| \| --------------------- \| --------------------- \| --------------------- \| --------------------- \| --------------------- \| \| 1.º \| Primož Roglič \| Team Jumbo-Visma \| 26 h 27 min 29 s \| \| \| 2.º \| Alejandro Valverde \| Movistar Team \| + 31 s \| \| \| 3.º \| David Gaudu \| Groupama-FDJ \| + 44 s \| \| \| 4.º \| Emanuel Buchmann \| Bora-Hansgrohe \| + 56 s \| \| \| 5.º \| Wilco Kelderman \| Team Sunweb \| + 1 min 04 s \| \| \| 6.º \| Tom Dumoulin \| Team Sunweb \| + 1 min 08 s \| \| \| 7.º \| Daniel Martin \| UAE Team Emirates \| + 1 min 11 s \| \| \| 8.º \| James Knox \| Deceuninck-Quick Step \| + 1 min 29 s \| \| \| 9.º \| Laurens De Plus \| Team Jumbo-Visma \| + 1 min 45 s \| \| \| 10.º \| Michał Kwiatkowski \| Team Sky \| + 1 min 49 s \| \| |                    |                       |                  |
| |                    |                       |                  |
| Fuente: ProCyclingStats |                    |                       |                  |
| Clasificación general |                    |                       |                  |
| Ciclista | Ciclista           | Equipo                | Tiempo           |
| 1.º | Primož Roglič      | Team Jumbo-Visma      | 26 h 27 min 29 s |
| 2.º | Alejandro Valverde | Movistar Team         | + 31 s           |
| 3.º | David Gaudu        | Groupama-FDJ          | + 44 s           |
| 4.º | Emanuel Buchmann   | Bora-Hansgrohe        | + 56 s           |
| 5.º | Wilco Kelderman    | Team Sunweb           | + 1 min 04 s     |
| 6.º | Tom Dumoulin       | Team Sunweb           | + 1 min 08 s     |
| 7.º | Daniel Martin      | UAE Team Emirates     | + 1 min 11 s     |
| 8.º | James Knox         | Deceuninck-Quick Step | + 1 min 29 s     |
| 9.º | Laurens De Plus    | Team Jumbo-Visma      | + 1 min 45 s     |
| 10.º | Michał Kwiatkowski | Team Sky              | + 1 min 49 s     |

### Clasificación de los puntos
| Clasificación por puntos | Clasificación por puntos | Clasificación por puntos | Clasificación por puntos | Clasificación por puntos |
| Ciclista                 | Ciclista                 | Equipo                   | Puntos                   |                          |
| ------------------------ | ------------------------ | ------------------------ | ------------------------ | ------------------------ |
| 1.º                      | Elia Viviani             | Deceuninck-Quick Step    | 57 pts                   |                          |
| 2.º                      | Fernando Gaviria         | UAE Team Emirates        | 52 pts                   |                          |
| 3.º                      | Stepan Kurianov          | Gazprom-RusVelo          | 52 pts                   |                          |
| 4.º                      | Primož Roglič            | Team Jumbo-Visma         | 48 pts                   |                          |
| 5.º                      | Caleb Ewan               | Lotto-Soudal             | 44 pts                   |                          |
| 6.º                      | Charles Planet           | Team Novo Nordisk        | 43 pts                   |                          |
| 7.º                      | Sam Bennett              | Bora-Hansgrohe           | 34 pts                   |                          |
| 8.º                      | Alejandro Valverde       | Movistar Team            | 30 pts                   |                          |
| 9.º                      | David Gaudu              | Groupama-FDJ             | 24 pts                   |                          |
| 10.º                     | Matteo Moschetti         | Trek-Segafredo           | 18 pts                   |                          |

### Clasificación de los jóvenes
| Clasificación del mejor joven | Clasificación del mejor joven | Clasificación del mejor joven | Clasificación del mejor joven | Clasificación del mejor joven |
| Ciclista                      | Ciclista                      | Equipo                        | Tiempo                        |                               |
| ----------------------------- | ----------------------------- | ----------------------------- | ----------------------------- | ----------------------------- |
| 1.º                           | David Gaudu                   | Groupama-FDJ                  | 26 h 28 min 13 s              |                               |
| 2.º                           | James Knox                    | Deceuninck-Quick Step         | + 45 s                        |                               |
| 3.º                           | Laurens De Plus               | Team Jumbo-Visma              | + 1 min 01 s                  |                               |
| 4.º                           | Maximilian Schachmann         | Bora-Hansgrohe                | + 1 min 12 s                  |                               |
| 5.º                           | Pavel Sivakov                 | Team Sky                      | + 3 min 54 s                  |                               |
| 6.º                           | Bjorg Lambrecht               | Lotto-Soudal                  | + 4 min 02 s                  |                               |
| 7.º                           | Aurélien Paret-Peintre        | AG2R La Mondiale              | + 4 min 28 s                  |                               |
| 8.º                           | Niklas Eg                     | Trek-Segafredo                | + 4 min 42 s                  |                               |
| 9.º                           | Quentin Jauregui              | AG2R La Mondiale              | + 5 min 12 s                  |                               |
| 10.º                          | Artem Nych                    | Gazprom-RusVelo               | + 5 min 41 s                  |                               |

### Clasificación de las metas volantes
| Clasificación de las metas volantes | Clasificación de las metas volantes | Clasificación de las metas volantes | Clasificación de las metas volantes | Clasificación de las metas volantes |
| Ciclista                            | Ciclista                            | Equipo                              | Puntos                              |                                     |
| ----------------------------------- | ----------------------------------- | ----------------------------------- | ----------------------------------- | ----------------------------------- |
| 1.º                                 | Stepan Kurianov                     | Gazprom-RusVelo                     | 52 pts                              |                                     |
| 2.º                                 | Charles Planet                      | Team Novo Nordisk                   | 43 pts                              |                                     |
| 3.º                                 | William Clarke                      | Trek-Segafredo                      | 16 pts                              |                                     |
| 4.º                                 | Elia Viviani                        | Deceuninck-Quick Step               | 14 pts                              |                                     |
| 5.º                                 | Dmitriy Gruzdev                     | Astana                              | 13 pts                              |                                     |
| 6.º                                 | Ígor Bóyev                          | Gazprom-RusVelo                     | 12 pts                              |                                     |
| 7.º                                 | Adam Hansen                         | Lotto-Soudal                        | 9 pts                               |                                     |
| 8.º                                 | Serguéi Shílov                      | Gazprom-RusVelo                     | 8 pts                               |                                     |
| 9.º                                 | Michael Mørkøv                      | Deceuninck-Quick Step               | 7 pts                               |                                     |
| 10.º                                | Benoît Cosnefroy                    | AG2R La Mondiale                    | 6 pts                               |                                     |

## Evolución de las clasificaciones
| Etapa                   | Vencedor                | Clasificación general | Clasificación de los puntos | Clasificación de las metas volantes | Clasificación de los jóvenes |
| ----------------------- | ----------------------- | --------------------- | --------------------------- | ----------------------------------- | ---------------------------- |
| 1.ª                     | Jumbo-Visma             | Primož Roglič         | no se entregó               | no se entregó                       | Laurens De Plus              |
| 2.ª                     | Fernando Gaviria        | Primož Roglič         | Fernando Gaviria            | Stepan Kurianov                     | Laurens De Plus              |
| 3.ª                     | Alejandro Valverde      | Primož Roglič         | Stepan Kurianov             | Stepan Kurianov                     | David Gaudu                  |
| 4.ª                     | Caleb Ewan              | Primož Roglič         | Stepan Kurianov             | Stepan Kurianov                     | David Gaudu                  |
| 5.ª                     | Elia Viviani            | Primož Roglič         | Stepan Kurianov             | Stepan Kurianov                     | David Gaudu                  |
| 6.ª                     | Primož Roglič           | Primož Roglič         | Stepan Kurianov             | Stepan Kurianov                     | David Gaudu                  |
| 7.ª                     | Sam Bennett             | Primož Roglič         | Elia Viviani                | Stepan Kurianov                     | David Gaudu                  |
| Clasificaciones finales | Clasificaciones finales | Primož Roglič         | Elia Viviani                | Stepan Kurianov                     | David Gaudu                  |

## Ciclistas participantes y posiciones finales
Convenciones:
- AB-N: Abandono en la etapa "N"
- FLT-N: Retiro por llegada fuera del límite de tiempo en la etapa "N"
- NTS-N: No tomó la salida para la etapa "N"
- DES-N: Descalificado o expulsado en la etapa "N"

## UCI World Ranking
El UAE Tour otorgó puntos para el UCI World Ranking para corredores de los equipos en las categorías UCI WorldTeam, Profesional Continental y Equipos Continentales. Las siguientes tablas son el baremo de puntuación y los 10 corredores que obtuvieron más puntos:
| Posición              | 1.º | 2.º | 3.º | 4.º | 5.º | 6.º | 7.º | 8.º | 9.º | 10.º | 11.º | 12.º | 13.º | 14.º | 15.º-20.º | 21.º-30.º | 31.º-50.º | 51.º-55.º | 56.º-60.º |
| Clasificación general | 300 | 250 | 215 | 175 | 120 | 115 | 95  | 75  | 60  | 50   | 40   | 35   | 30   | 25   | 20        | 12        | 5         | 2         | 1         |
| Por etapa             | 40  | 15  | 6   |     |     |     |     |     |     |      |      |      |      |      |           |           |           |           |           |
| Líder                 | 6   |     |     |     |     |     |     |     |     |      |      |      |      |      |           |           |           |           |           |

| Clasificación |                    |                       |         |       |       |        |
| Ciclista      | Ciclista           | Equipo                | General | Etapa | Líder | Total  |
| ------------- | ------------------ | --------------------- | ------- | ----- | ----- | ------ |
| 1.º           | Primož Roglič      | Jumbo-Visma           | 300     | 66,71 | 36    | 402,71 |
| 2.º           | Alejandro Valverde | Movistar              | 250     | 40    | -     | 290    |
| 3.º           | David Gaudu        | Groupama-FDJ          | 215     | 12    | -     | 227    |
| 4.º           | Emanuel Buchmann   | Bora-Hansgrohe        | 175     | -     | -     | 175    |
| 5.º           | Tom Dumoulin       | Sunweb                | 115     | 17,14 | -     | 132,14 |
| 6.º           | Wilco Kelderman    | Sunweb                | 120     | 2,14  | -     | 122,14 |
| 7.º           | Daniel Martin      | UAE Emirates          | 95      | -     | -     | 95     |
| 8.º           | James Knox         | Deceuninck-Quick Step | 75      | -     | -     | 75     |
| 9.º           | Fernando Gaviria   | UAE Emirates          | -       | 70    | -     | 70     |
| 10.º          | Laurens De Plus    | Jumbo-Visma           | 60      | 5,71  | -     | 65,71  |